# Фоменко, Николай Александрович
Николай Александрович Фоменко (укр. Мико́ла Олекса́ндрович Фоме́нко; 25 декабря 1894, Ростов-на-Дону — 8 октября 1961) — композитор украинской диаспоры в США, пианист, музыкальный критик и педагог, профессор.

## Биография
В 1929 году окончил Харьковскую консерваторию (ныне Харьковский национальный университет искусств имени И. П. Котляревского). Ученик С. С. Богатырева. Оставлен в консерватории для преподавания.
Концертировал вместе с К. Богуславским.
Работал музыкальным редактором издательства «Искусство».
В 1951 году эмигрировал в США. Работал профессором Украинского музыкального института в Нью-Йорке. Концертировал с женой Изабеллой Орловской (сопрано). Как музыковед много работал над монографиями об украинских композиторах по заказу украинского отдела «Голоса Америки».
Из-за болезни сердца на два года оставил творческую деятельность, но уже в 1953 вновь продолжил педагогическую и композиторскую работу.

## Творчество
Н. Фоменко — автор опер, хоров, симфонических и других музыкальных произведений.

## Избранные музыкальные произведения
оперы
- «Маруся Богуславка»,
- «Анна» (неокончена)
- опера-сказка «Ивасик-Телесик»,
- две оперы-миниатуры для детей-«Котик Кики» и «Почтальон»

для симфонического оркестра
- две симфонии,
- поэма,
- три сюиты;
- фортепианный концерт;
- произведения для фортепиано, скрипки и виолончели,
- романсы на слова Шевченко, Франко, Тычины, Яр Славутича и др.;
- песни, хоровые произведения.